# شات‌ول (کارولینای شمالی)
شات‌ول (به انگلیسی: Shotwell) یک منطقهٔ مسکونی در ایالات متحده آمریکا است که در شهرستان ویک، کارولینای شمالی واقع شده‌است. شات‌ول ۸۸٫۰۹ متر بالاتر از سطح دریا واقع شده‌است.